# Тогайли (Шиєлійський район)
Тогайли́ (каз. Тоғайлы) — село у складі Шиєлійського району Кизилординської області Казахстану. Входить до складу Алмалинського сільського округу.
Населення — 72 особи (2021; 91 у 2009, 128 у 1999, 303 у 1989).
До 2020 року село називалось Лісхоз.